# Province de Dos de Mayo
La province de Dos de Mayo (en espagnol : Provincia de Dos de Mayo) est l'une des onze provinces de la région de Huánuco, dans le centre du Pérou. Son chef-lieu est la ville de La Unión.

## Géographie
La province couvre une superficie de 1 438,88 km2. Elle est limitée au nord par la province de Huamalíes, à l'est par les provinces de Leoncio Prado, Huánuco et Yarowilca, au sud par les provinces de Lauricocha, Yarowilca et Huánuco, et à l'ouest par la province de Bolognesi et la région d'Ancash.

## Population
La population de la province s'élevait à 42 825 habitants en 2005.

## Subdivisions

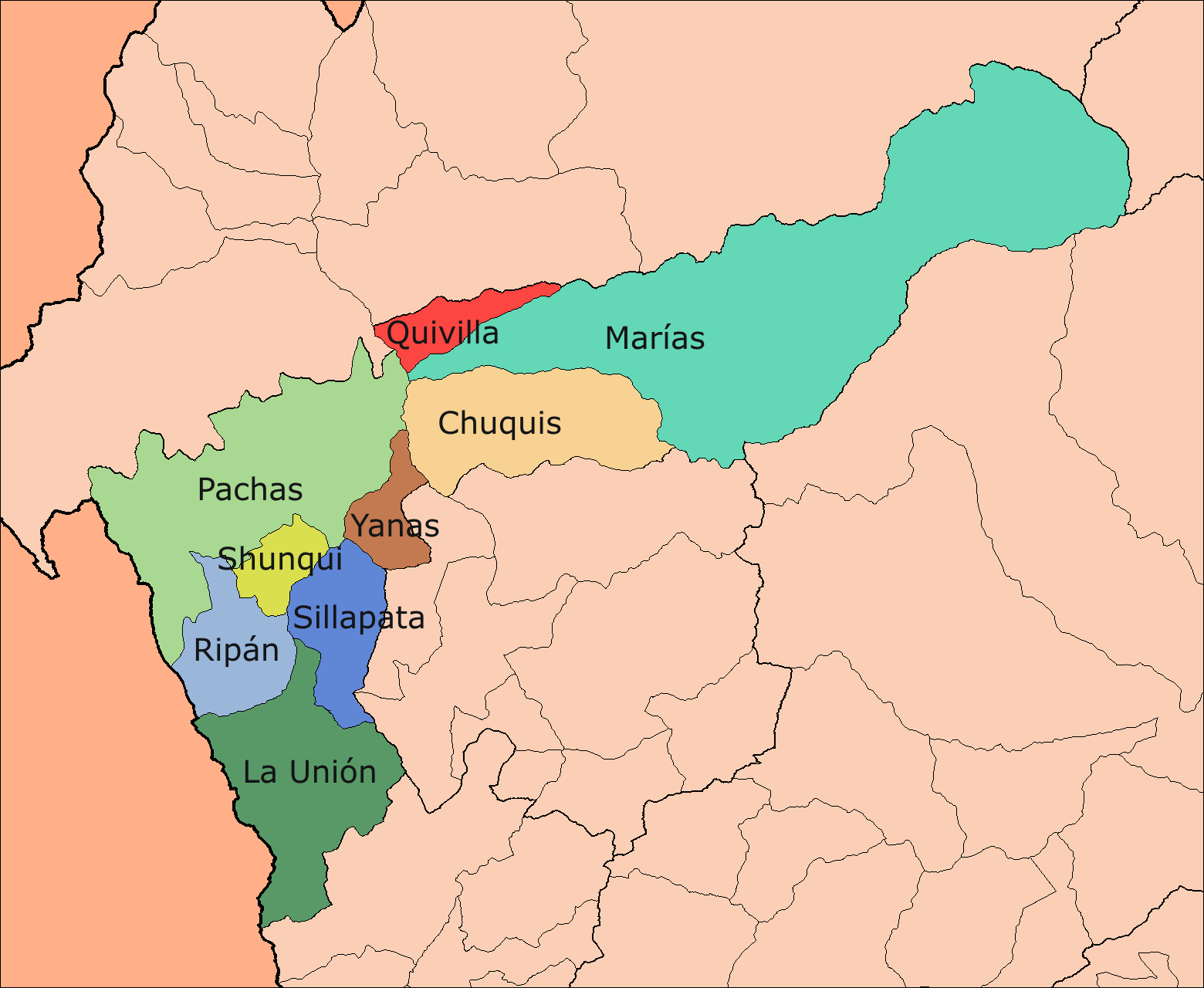
Division administratif de la province de Dos de Mayo.

La province est divisée en neuf districts :

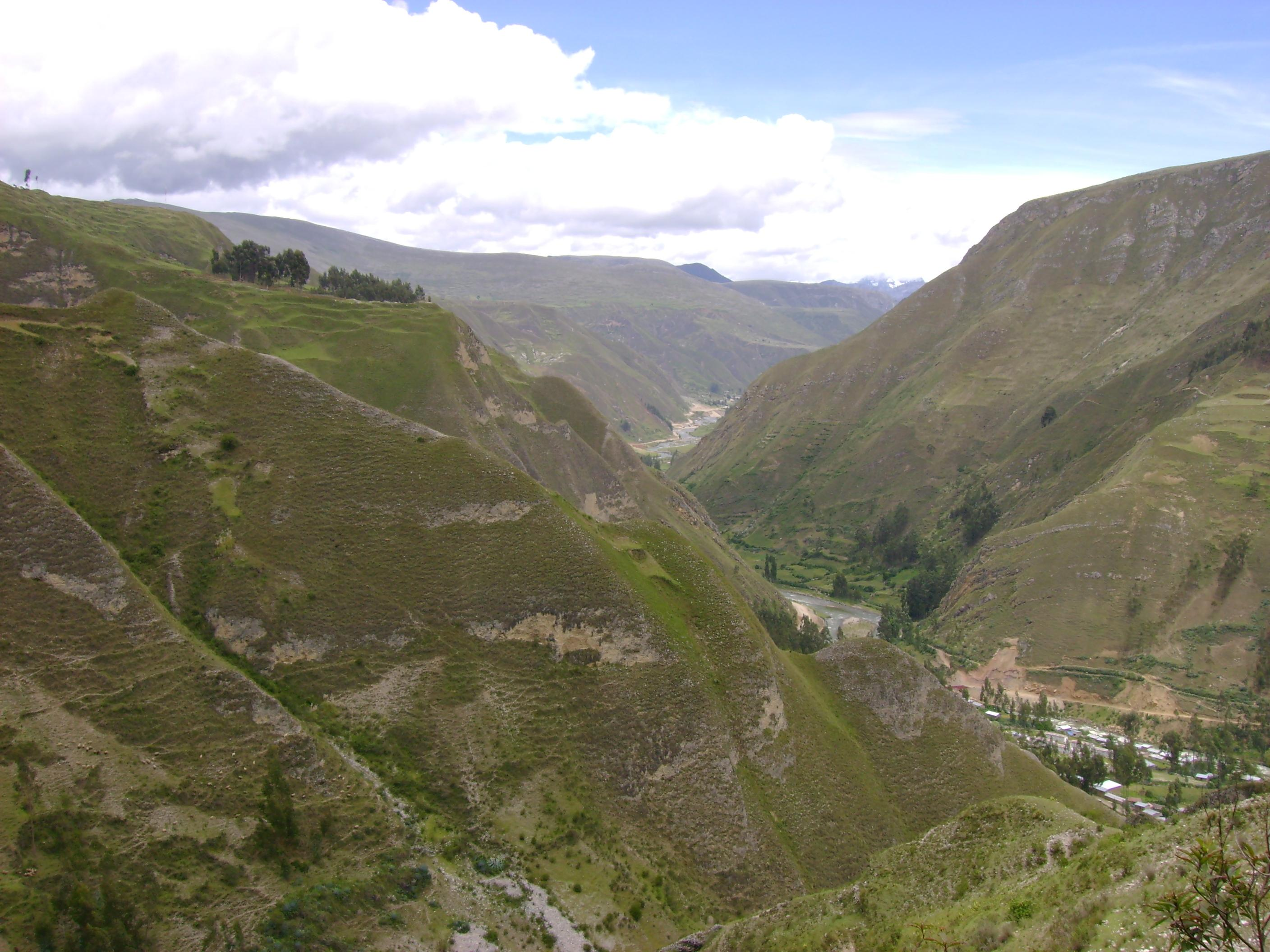
Vallée d'Urqumayu

- Chuquis ;
- La Unión ;
- Marías ;
- Pachas ;
- Quivilla ;
- Ripán ;
- Shunqui ;
- Sillapata ;
- Yanas.